# George Storrs
George Storrs (ur. 13 grudnia 1796 Lebanon w stanie New Hampshire, zm. 28 grudnia 1879 w Brooklynie) – adwentysta, były kaznodzieja Kościoła metodystyczno-episkopalnego, redaktor i wydawca czasopisma Bible Examiner, ukazującego się w Brooklynie w Stanach Zjednoczonych. Obrońca nauki o śmiertelności duszy oraz nauki, iż warunkowa nieśmiertelność jest nagrodą dla wiernych chrześcijan.
Autor dzieła Six Sermus (Sześć kazań) oraz The Watch Tower: Or, Man in Death; and the Hope for a Future Life (Strażnica, czyli człowiek a śmierć i nadzieja na przyszłe życie). Jego nakładem została opublikowana w Stanach Zjednoczonych w 1853 roku książka Aarona Ellisa Bible Vs. Tradition (Biblia przeciwko tradycji).

## Życiorys
Wychował się w tradycji kalwinistycznej. Mając 29 lat został członkiem Kościoła metodystycznego. Później został wyświęconym kaznodzieją w Kościele metodystyczno-episkopalnym, lecz stanowisko duchownego utracił wypowiadając się przeciwko polityce wobec niewolnictwa prowadzonej w Stanach Zjednoczonych. W roku 1837 podczas podróży pociągiem znalazł broszurę pióra Henry’ego Grewa, pod wpływem której zaczął krytycznie analizować dotychczas wyznawane przez siebie poglądy religijne. Samego Grewa poznał dopiero kilka lat później podczas pobytu w Filadelfii. W 1840 roku wystąpił z Kościoła metodystycznego i przeprowadził się do Albany w stanie Nowy Jork. Na początku wiosny 1842 roku przez sześć kolejnych niedziel wygłosił serię sześciu wykładów na temat An Inquiry – Are The Wicked Immortal? (Czy źli są nieśmiertelni? Analiza zagadnienia). Zapis tych odczytów został wydany na terenie Stanów Zjednoczonych i Wielkiej Brytanii jako Six Sermons (Sześć kazań) i rozpowszechniony w nakładzie 200 tysięcy egzemplarzy przez ponad 40 lat. Od 1843 roku wydawał własne czasopismo Bible Examiner.
Odrzucił naukę o nieśmiertelności duszy, uznając iż została ona stworzona pod wpływem filozofii greckiej. Negował w związku z tym także istnienie wiekuistego piekła. Uważał również, iż Wielkanoc powinna być obchodzona dnia 14 nisan. Po roku 1870 zaczął głosić, iż „niegodziwi” zostaną podzieleni na dwie klasy: tych, którzy świadomie odrzucili przesłanie Ewangelii oraz tych, którzy zmarli w niewiedzy. Ci drudzy zostaną przy końcu świata wskrzeszeni, by wybrać przyjęcie wiary w Chrystusa i dostąpienie warunkowej nieśmiertelności lub odrzucenie jej i unicestwienie. W 1871 roku wydał broszurę „A Vindication of the Government of God Over the Childern of Men” (pol. Windykacja rządów Boga nad synami ludzkimi), w której podkreślał, że Królestwo Boże zostanie ustanowione na ziemi.
Przez pewien czas interesował się naukami Williama Millera, który oczekiwał widzialnego powrotu Jezusa Chrystusa w roku 1844. Gdy jednak spodziewana paruzja nie nastąpiła, Storrs zerwał z millerystami i uznał, iż brak jest biblijnych podstaw do wyznaczania dokładnych dat ponownego przyjścia Jezusa.
Nauki Storrsa wywarły wpływ na Badaczy Pisma Świętego. Artykuły w Bible Examiner przez pewien czas publikował Charles Taze Russell (1876).